# Шон Ван Аллен
Шон Келлі Ван Аллен (англ. Shaun Kelly Van Allen; 29 серпня 1967, м. Калгарі, Канада) — канадський хокеїст, центральний нападник.
Виступав за «Саскатун Блейдс» (ЗХЛ), «Мілвокі Адміралс» (ІХЛ), «Нова Шотландія Ойлерс» (АХЛ), «Кейп-Бретон Ойлерс» (АХЛ), «Едмонтон Ойлерс», «Анагайм Дакс», «Оттава Сенаторс», «Даллас Старс», «Монреаль Канадієнс».
В чемпіонатах НХЛ — 794 матчі (84+185), у турнірах Кубка Стенлі — 61 матч (1+7).
Досягнення
- Володар Кубка Колдера (1993)

Нагорода
- Трофей Джона Б. Солленбергера (1992)